# Arjuna

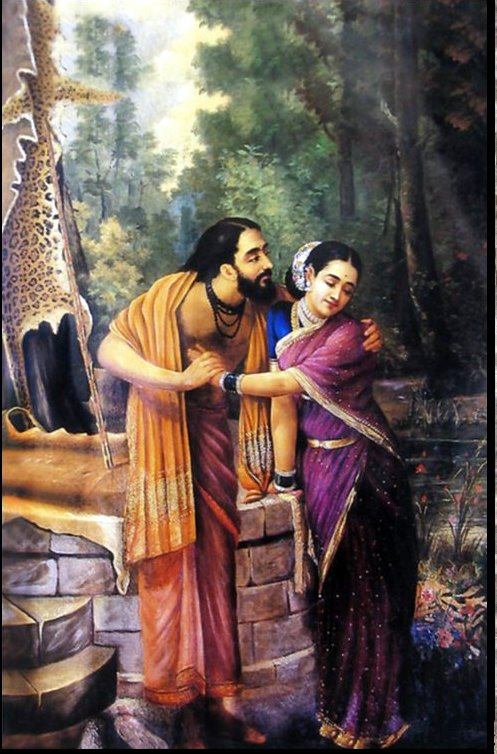
Aryuna y su esposa Draupadi (compartida con sus cuatro hermanos Pándava). Cuadro pintado por Raja Ravi Varma.

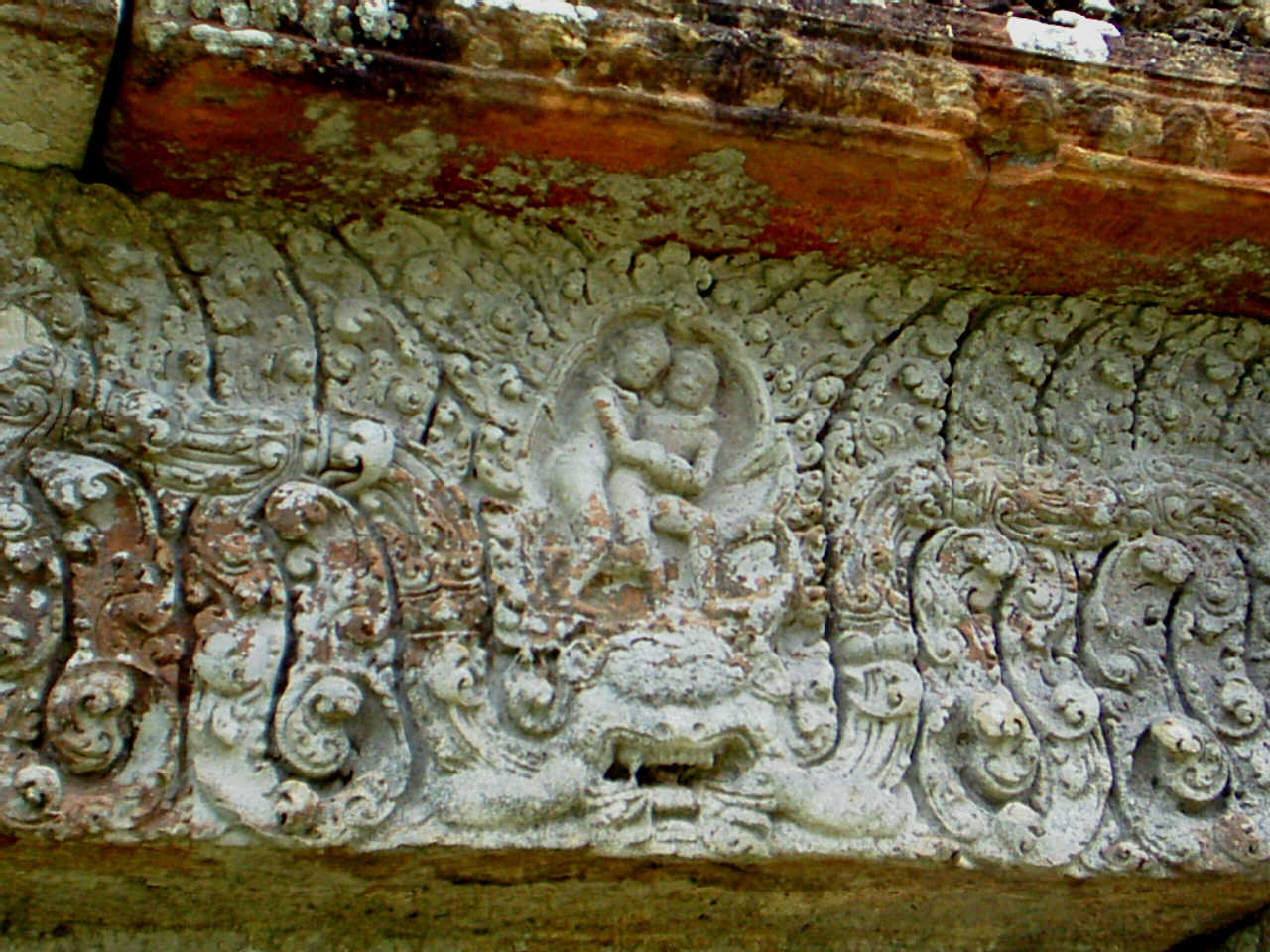
Friso que muestra una lucha entre Aryuna y su amigo el dios Krisna, en Kao Phra Viharn (Camboya). Fotografía de 2005.

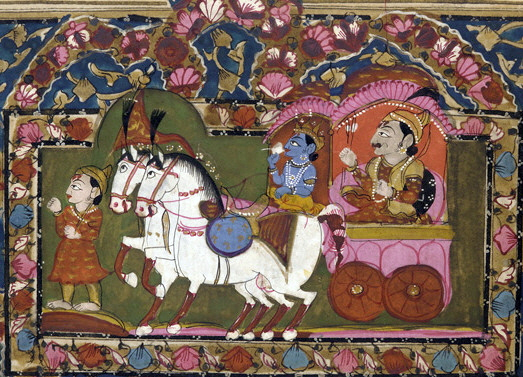
Krisna trabaja como auriga de la cuadriga de Aryuna durante la batalla de Kurukshetra, en un ejemplar del Majábharata (a), actualmente en el Smithsonian Freer Sackler Gallery (EE. UU.).

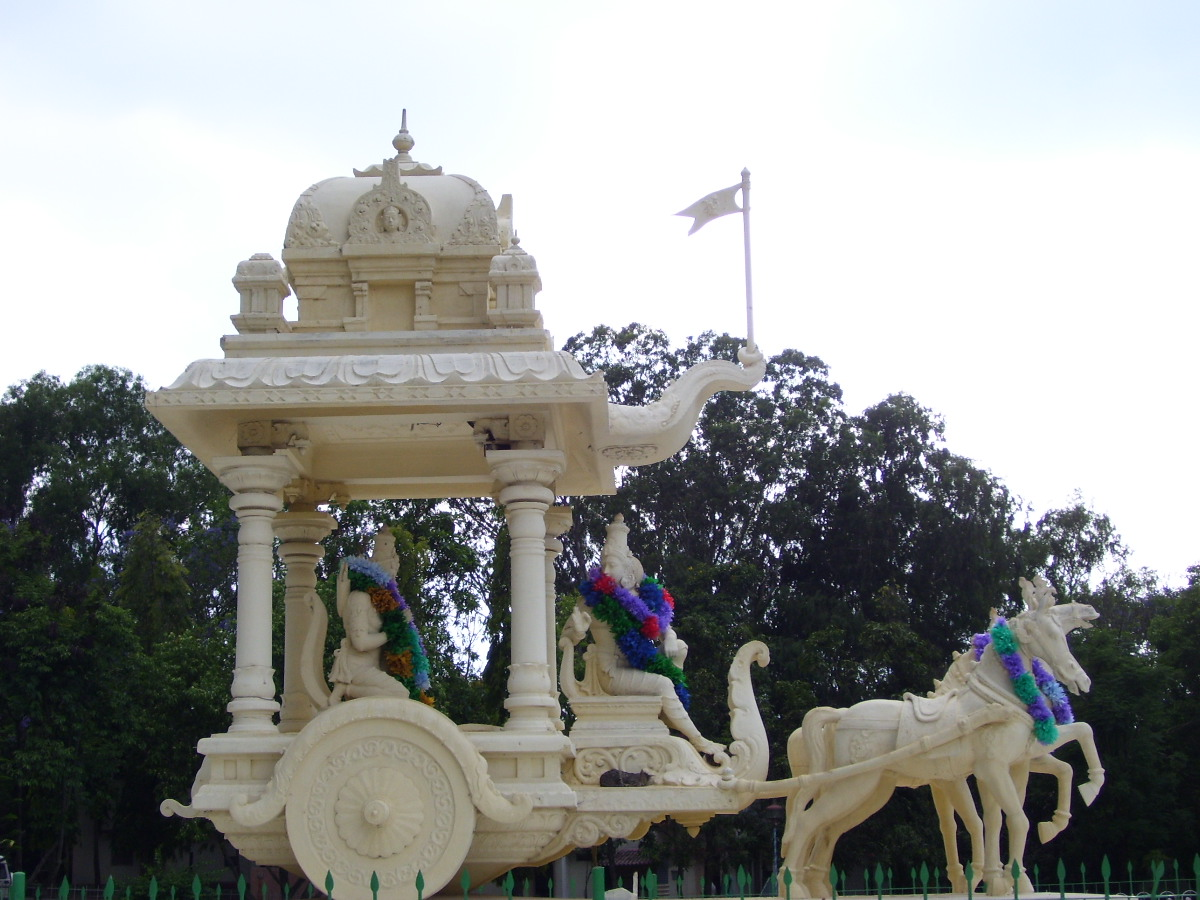
Guitá-upadesh (la enseñanza del Guitá), estatua en la entrada del templo de Venkateshwar, en Tirumala (India).

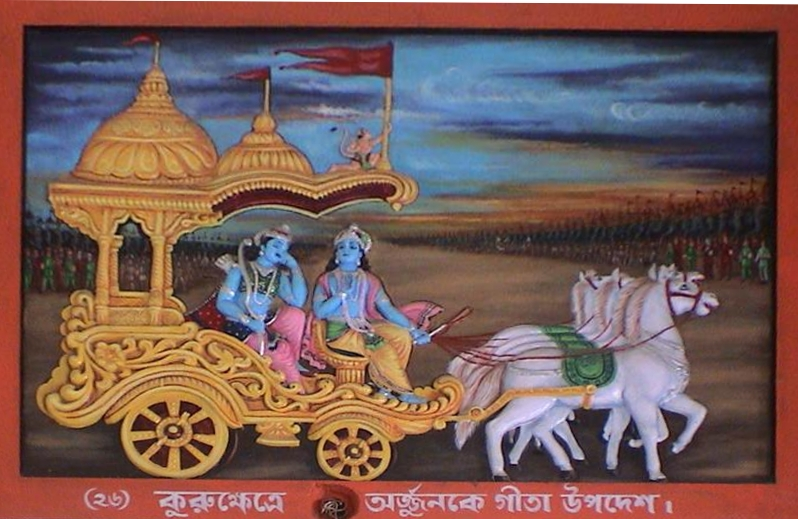
Krisna le habla el Bhagavad Guitá a su amigo y discípulo Aryuna, entre los dos ejércitos antes de la batalla de Kuruksetra. El texto está escrito en bengalí.

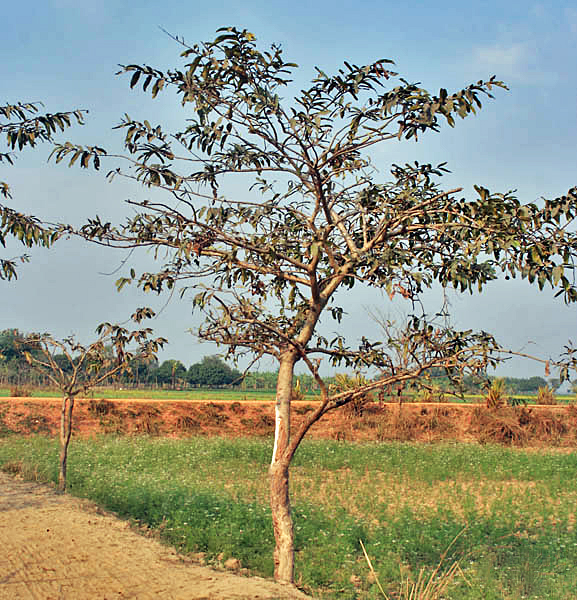
El árbol Terminalia Arjuna, fotografiado en las afueras de Calcuta (Bengala, India).

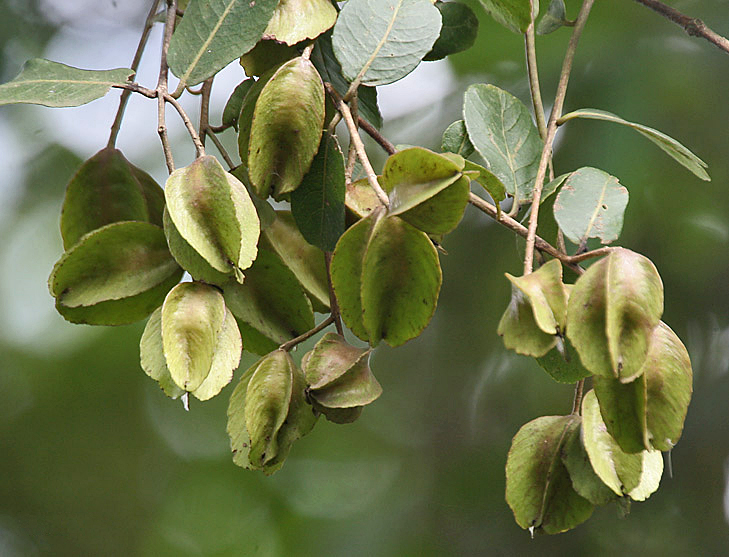
Fruto del árbol Terminalia Arjuna, fotografiado en las afueras de Calcuta (Bengala, India).

Aryuna es uno de los héroes del poema épico hindú Mahabhárata.
Tercero de los cinco hermanos Pándava, Aryuna fue uno de los hijos nacidos de Kunti, primera esposa de Pandú.

## Nombre sánscrito
En idioma sánscrito, el término अर्जुन árjuna significa:
- claro como el color del día, según el Rig-veda 6.9.1
- claro como el color del amanecer, según el Rig-veda 1.49.3;
- color del relámpago, de la leche, de la plata,
- del color de la plata,
- hecho con plata, según el Atharva-veda (5.28.5 y 9),
- blanco,
- pavo real,
- enfermedad cutánea (que emblanquecía la piel),
- el árbol Terminalia Arjuna (ver las últimas dos fotografías, abajo),
- hijo único de su madre,
- oro,
- ligera inflamación de la conjuntiva o del blanco del ojo, según el Susruta,
- una hierba particular (que se usó como sustituto para la planta soma, cuando los arios se alejaron de la zona donde la compraban, según el PBr,
- forma (como rūpa), según el Naighantuka, comentado por Iaska,
- los descendientes de Aryuna, según Pa1n2 (2 y 66), y Sch,
- nombre de Indra (el padre de Aryuna), según el Vayasanei samjitá y el Shatápatha bráhmana,
- nombre de un hijo de Kritaviria, que murió asesinado a hachazos por el bráhmana Parashu Rama,
- nombre de un śākhia (conocido como matemático).

Proviene de la misma raíz indoeuropea que generó al latín argéntum (‘plata’).
Según el Sanskrit English Dictionary (1899) de Monier Monier-Williams en el sánscrito original se pronunciaba /árshuna/.
En cambio, en Internet y en alguna literatura especializada, se translitera al idioma inglés: Arjuna, y se pronuncia /arshúna/.

Esa escritura inglesa no se recomienda en español, ya que induce a pronunciar la j como en español (y no como la j en la palabra inglesa John).

## Acerca de Aryuna
Aryuna era un arquero magistral y desempeñó un papel central en la lucha entre los Pándavas y sus adversarios, los hijos de Dhritarashtra; conocidos como los Kauravas.
Al principio, Aryuna estaba reacio a participar en la batalla, debido a la matanza que sabía que iba a causar en las filas enemigas, que incluían a muchos de sus propios familiares.
Sin embargo, fue persuadido por su auriga y amigo cercano, el dios Krisna, para cambiar de opinión.
El diálogo entre ambos acerca de los temas involucrados en la guerra ―el valor, el deber del guerrero, la naturaleza de la vida humana y el alma y el papel de los dioses― conforman el argumento del Bhagavad Guitá, uno de los episodios claves en la epopeya del Majábharata.
Él desarrolla también el papel principal en el asesinato de Karna, su archienemigo; en realidad su desconocido hermano que peleaba en el bando de los Kauravas.
Algunas fuentes afirman que la leyenda de Arash, “el arquero parto” de la mitología persa, mantiene algún parecido con la de Aryuna; producto según éstas, de su compartida herencia indo-irania.
Sin embargo, siendo Aryuna parte fundamental del Majábharata y uno de los personajes principales, el resto de los personajes relevantes no son mencionados en la historia de Arash.
Por último, investigadores indios han descubierto ruinas bajo el mar, ante la costa occidental de la India, en la ubicación que habría tenido Duaraka (la ciudad de Krisna). Eso podría indicar que no todas las leyendas del Majábharata son relatos míticos, sino que pudieron tener alguna relación con la realidad.

## Nacimiento
El rey Pandú mató involuntariamente ―al confundirlos con una pareja de venados― a un sabio que estaba teniendo una relación sexual con su esposa (en realidad el Majábharata dice que se habían convertido en venados para disfrutar más del sexo).
Al morir el sabio lo maldijo para que muriera la próxima vez que penetrara a una mujer.
Por lo tanto Pandú era incapaz de engendrar un hijo (en sánscrito, panda significa justamente ‘eunuco’).
Su primera esposa, Kunti, había recibido en su juventud una bendición del santo varón Durvasa, que le permitiría invocar a la deidad de su preferencia y concebir un hijo con esta.
Pandú y Kunti decidieron hacer uso de tal dádiva; Kunti invocó por turnos a Iámarash (el dios de las prohibiciones, llamado también Dhármarash), Vaiu (el dios del viento) e Indra (el rey de los dioses) dando a luz a tres hijos.
El tercero fue Aryuna, nacido de Indra, rey de los devas (semidioses).

## Personalidad
Aryuna es representado como una personalidad íntegra y equilibrada, una mente sana en un cuerpo sano, una persona de quien cualquier madre, esposa y amigo podrían estar orgullosos.
Hijo del dios Indra, de Aryuna se decía que tenía buena constitución y era extremadamente guapo; exitoso con las mujeres, se casó en cuatro ocasiones, que se detallan posteriormente.
Aryuna fue fiel y leal a sus amigos (su mejor amigo era el gran guerrero Satiaki); disfrutó a largo de su vida de una gran compenetración con su primo Krisna (hijo de Vasudeva, quien era hermano de Kuntī, madre de Aryuna) y cuñado (hermano de su esposa Subhadrā).
También era sensible y considerado, como lo demuestran sus reservas acerca de la guerra de Kurukshetra, lo que motiva a Krisna a instruirlo mediante la impartición del Bhágavad Guitá.
Su sentido del deber era acendrado; en una ocasión prefirió ir al exilio antes que dejar de auxiliar a un brāhmana, historia que se detalla posteriormente.

## Estudiante diligente
Aryuna es más conocido por su condición de combatiente.
Los cimientos de su carrera como guerrero fueron configurados cuando él era muy joven; Aryuna fue un estudiante dedicado y sobresaliente; aprendiendo a conciencia todo lo que su gurú Drona Acharia pudo enseñarle, obteniendo tempranamente el grado de ati rathi, o guerrero excepcional.

### La leyenda del ojo del pájaro
Todo colegial indio ha escuchado muchas veces la historia de la proverbial concentración de Aryuna en el estudio.
En una ocasión, Dronacharia decidió probar a sus alumnos; colgando de la rama de un árbol un pájaro de madera, convocó a sus estudiantes.
Uno por uno les pidió apuntar con su arco al ojo del ave, y mantenerse prestos a disparar, así; cuando estuvieron listos, les pedía que describieran todo lo que veían.
Los estudiantes describieron el jardín, el árbol, las flores, la rama del árbol de la que pendía el ave; así como el pájaro mismo.
El gurú les pedía entonces bajar su arma y hacerse a un lado.
Cuando llegó el turno de Aryuna, él respondió a su mentor que todo lo que veía era el ojo de su presa.
Tal es un ejemplo clásico de su capacidad de concentración.

## Draupadi
Su habilidad en el manejo del arco estaba destinada a reportarle una utilidad insospechada; le hizo ganar la mano de Draupadī, su primera esposa, hija de Drupada, rey de Panchala.
Drupada convocó a un concurso para encontrar una pareja adecuada para su hija.
Un pescado de madera fue suspendido en lo alto, sobre un estanque; haciéndolo girar en círculo.
A los concursantes se les pedía templar un pesado arco y atinar una flecha en el ojo del pez giratorio.
Solo se les permitía usar, para apuntar; el reflejo del pez en la superficie del estanque.
Muchos príncipes y nobles competirían por la mano de la princesa de Panchala.
Algunos (incluyendo a Karna, otro héroe del Majābharata) fueron descalificados sobre la base de su pobre linaje.
Sin embargo, aunque en ese momento los Pándavas y su madre tenían que mantenerse escondidos, Aryuna se presentó prudentemente disfrazado como un bráhmana de noble cuna, y le fue permitido competir.
Tanto mejor así, ya que fue Aryuna, el incomparable arquero, el único capaz de llevar a cabo la tarea impuesta, y así obtuvo la mano de Draupadi.
Los cinco hermanos Pándava habían asistido al torneo sin haberle informado a Kunti, su madre.
Retornando a casa de manera triunfal, trayendo con ellos a la princesa Draupadi, desde fuera de la casa gritaron: “Madre, nunca creerías lo que traemos aquí, ¡adivina!”.
Ocupada como estaba con sus labores, Kunti rehusó ser distraída.
“Cualquier cosa que sea, compártanla equitativamente entre ustedes, y no discutan más acerca de ello” contestó.
Los hermanos tomaban tan en serio aún los comentarios más casuales de su madre, que decidieron convertir a Draupadi en su esposa común.
Esto habla acerca de la magnanimidad de Aryuna, pues a pesar de haber ganado a su prometida en singular combate, estaba dispuesto a “compartirla” con sus hermanos voluntariamente.
Una posible razón era evitar cualquier motivo de desavenencia o rivalidad entre los hermanos.

## Sentido del deber
Los hermanos acordaron un protocolo que regulaba sus relaciones con Draupadī, su esposa en común.
Un punto importante de este acuerdo era que ningún hermano podría importunar a la pareja cuando otro hermano se hallase a solas con Draupadi; bajo pena de sufrir un año de exilio.
Una vez, cuando los Pándavas aún reinaban sobre la próspera ciudad de Indraprastha, un bráhmana llegó presa de gran agitación ante Aryuna buscando su ayuda; una banda de abigeos habían diezmado su rebaño, no tenía a quién recurrir salvo a Aryuna para remediar su situación.
Aryuna se encontró ante un dilema: sus armas se encontraban en la habitación donde Draupadi y Iudishtira pasaban, a solas, la noche.
Interrumpirlos le haría acreedor a la sanción acordada.
Aryuna dudó un momento; en su mente, salir en ayuda de uno de sus vasallos en apuros, especialmente un bráhmana, era la razón de ser de un príncipe.
La perspectiva del exilio no le impediría cumplir con su deber ayudando a un súbdito.
Interrumpiendo a la amante pareja, tomó su armamento y cabalgó hasta someter a los ladrones.
Tras finalizar su cometido; insistió, por encima de las protestas de toda su familia, incluyendo a la pareja ofendida, en cumplir con lo acordado y partió hacia el exilio.

## Esposas
Adicionalmente a Draupadī, Aryuna contrajo matrimonio con otras tres damas, que llevaron por nombre Chitrangada, Ulupi y Subhadra.
Estos eventos ocurrieron durante el periodo de exilio que tuvo que sufrir por haber interrumpido a Draupadī y Iudishtira en sus habitaciones privadas.

### Chitrangada
Aryuna viajó a todo lo largo y ancho de India durante su exilio.
Sus vagabundeos lo llevaron a la antigua Manipur en los Himalayas orientales, un reino casi místico reconocido por su belleza natural.
Ahí conoce a la gentil Chitrangada, hija del rey de Manipur, y se vio motivado a solicitar su mano en matrimonio.
Su padre el rey objetaba la proposición dado que, de acuerdo a las costumbres matrilineales de su pueblo, el hijo nacido de Chitrangada sería el heredero al trono de Manipur; y él no podía permitir que su heredero saliera de Manipur llevado por su padre.
Aryuna aceptó la condición de no poder llevarse a Chitrangada ni a un hijo nacido de ella fuera de Manipur, y se casó con la princesa sobre esta premisa.
Un hijo, al que llamaron Babruvahana, nació de la feliz pareja; más tarde sucedería en el trono a su abuelo como rey de Manipur.

### Ulupi
Cuando Aryuna se encontraba en Manipur, Ulupi ―una princesa naga (una etnia india, que en las leyendas aparecen como mitad humanos, y mitad serpientes) de carácter dulce y noble― se enamoró perdidamente de él.
Consiguió secuestrarlo tras drogarlo con un potente brebaje y lo hizo transportar a sus dominios en el inframundo.
Ahí indujo a un reacio Aryuna a tomarla como esposa.
Más tarde la generosa Ulupi restituyó a Aryuna a la doliente Chitrangada.
Ulupi posteriormente hizo mucho por el bienestar y la felicidad no solo de Aryuna, sino también de Chitrangada y el joven Babruvahana.
Desempeñó un papel muy importante en la formación de Babruvahana, desarrollando una gran influencia sobre él, y finalmente fue ella quien resucitó a Aryuna tras ser muerto en la batalla por su hijo Babruvahana.

### Subhadra
Aryuna decidió pasar la última parte de su exilio en Dwaraka, lugar de residencia de sus primos Balarama, Krisna y Subhadra, que eran hijos de Vasudeva, hermano de su madre.
Aquí, él y su prima se enamoraron uno del otro.
Esta situación se vio favorecida con el apoyo de Krisna, quien siempre fue muy cercano a Aryuna y deseaba solo lo mejor para su hermana Subhadra.
Sabiendo que la familia entera no vería con buenos ojos la perspectiva de ver convertida a Subhadra en la cuarta esposa de su primo Aryuna, Krisna facilitó la huida de la pareja y su fuga hacia Indraprastha.
En un vericueto de la historia, por consejo de Krisna, es Subhadra quien conduce el carro desde Dwaraka hasta Indraprastha.
Krisna utiliza este hecho para convencer a la familia que Subhadra no ha sido sometida, si no por el contrario, ha sido ella quien ha secuestrado a Aryuna.
Un solo hijo, Abhimaniu, fue procreado por Aryuna y Subhadra.
Parikshit (hijo de Abhimaniu y Uttara, nacido tras la muerte de Abhimanyu en el campo de batalla) estaba destinado a ser el único heredero sobreviviente de todo el clan Kuru, y sucesor de Iudishtira como emperador del reino Pándava.

### Gandiva
Enseguida de su regreso a Indraprastha, Aryuna visita el bosque de Khandavá en compañía de Krisna.
Se encuentran con Agní, el dios ígneo, quien pide su ayuda para lograr consumir el bosque en su totalidad.
Takshaka, el rey de las serpientes, amigo de Indra, vive en él y por ello Indra ocasiona que llueva cada vez que Agní intenta quemarlo.
Les es revelado que el dios-fuego debe hacer esto si desea verse aliviado de una enfermedad que lo aqueja, de ahí la importancia de destruir el bosque.
Aryuna le dice que ha sido entrenado en el manejo de armas divinas, pero para resistir el poder de los astras (armas) de Indra, debe conseguir un arco excepcionalmente poderoso e indestructible.
Agní entonces invoca a Varuna, quien entrega a Aryuna el Gandiva, el arco que asegura a su poseedor la victoria absoluta en combate.
Este arco desempeñará un gran papel en las batallas en el porvenir de Aryuna.
Adicionalmente, le concede a Aryuna un carro de origen divino, con poderosos e infatigables caballos, que no pueden ser heridos por las armas normales.
Aryuna dice a Agni que proceda con el fuego, y en el proceso tiene lugar un duelo con su padre, batalla que dura varios días con sus noches.
Una voz del cielo proclama vencedores a Aryuna y Krisna, y ordena a Indra retirarse.

### Maia Sabha
Durante el incendio del bosque, Aryuna decide indultar a un asura (demonio) llamado Maia, quien era un talentoso arquitecto.
En muestra de su gratitud, Maia le construye a Iudishtira un majestuoso palacio real, sin parangón en el mundo.
Es este castillo quien provoca el apogeo de la envidia de Duriodhan, originando el desarrollo de la partida de dados.

## En el exilio
Después de su regreso a Indraprastha, varios sucesos cruciales en el Majábharata tienen lugar; culminando con el exilio de los cinco hermanos Pándava y Draupadī, su esposa en común.
El entrenamiento de Aryuna en este periodo será particularmente importante en la guerra que se avecina.

### Paśupata
Durante el quinto año de su exilio, Aryuna deja a los demás y se marcha a hacer penitencia ante el dios Shivá, para obtener así la Paśupata, arma personal de Shiva, una tan poderosa que no tenía contra-arma.
Aryuna realiza penitencia durante largo tiempo.
Shiva, complacido con su esfuerzo, aparece ante él disfrazado como un grosero cazador que reta a pelear a Aryuna.
Los dos se enzarzan en un intenso duelo.
Aryuna, dándose cuenta de la identidad del cazador al progresar la pelea, cae postrado a los pies de Shiva.
Es entonces que Shiva le concede el conocimiento de la Paśupata.
Después de obtener su astra, prosigue su viaje a Indraloka (el Cielo) pasando algún tiempo con su padre, y adquiriendo un mayor entrenamiento de parte de los devas.
Adicionalmente, destruyó a los Nivata Kavachas y a los Kalakeyas, dos poderosos clanes asuras residentes de los cielos, que amenazaban a los dioses.
Estos clanes habían obtenido del dios Brahmā la promesa de ser imbatibles ante los dioses.
Siendo Aryuna un mortal, pudo así destruirlos merced a su entrenamiento.

### La maldición de Urvashi
Mientras Aryuna se encontraba en Indraloka, la apsará (ninfa) Urvashi le propuso tener relaciones sexuales.
Urvashi estuvo casada una vez con un rey llamado Pururavas, dando a luz a un hijo llamado Ayus, fruto de esa unión.
Siendo Ayus un antepasado distante de Aryuna, éste consideraba a Urvashi como una madre.
Aryuna le recordaba a ella de este parentesco mientras rechazaba sus intentos.
Otra creencia indica que, al ser Indra el padre de Aryuna y Urvashi una de las cortesanas de su corte, Aryuna la veía como una de las mujeres de su padre.
Urvashi, molesta por su rechazo, le dijo que una apsará no es hermana ni madre de nadie.
Urvashi increpaba a Aryuna diciendo que una ninfa no tiene por qué preocuparse de relaciones terrenales de ningún tipo.
A pesar de todo, Aryuna no podía sobreponerse a sus escrúpulos; “Soy un niño a tu lado”, le dijo.
Vejada por su respuesta, Urvashi maldijo a Aryuna para que se volviera eunuco.
Al pedirle Indra que redujera su maldición, la modificó para hacerla durar solo un año, y Aryuna podía elegir cuál año de su vida pasar como un eunuco.
Finalmente esta maldición resultó benéfica: Aryuna la utilizó como un disfraz muy efectivo para el periodo de un año en el que él, sus hermanos y Draupadi tuvieron que vivir de incógnito en el exilio.

### El año de incógnito
Después de pasar doce años en los bosques, los Pándavas debían pasar el decimotercer año en el exilio de incógnito, como parte de lo estipulado en el acuerdo con los Kauravas.
Este año transcurre para ellos disfrazados en la corte del rey Virata.
Aryuna hace uso entonces de la maldición de la apsará Urvashi y escoge este último año para pasarlo como eunuco y asume el nombre de Brihannala.
Al finalizar el año, Aryuna vence, él solo, a las huestes de Kauravas que habían invadido el reino de Virata.
Como reconocimiento a su valor y habiendo sido advertido de la verdadera identidad de los Pándavas, el rey Virata le ofrece la mano de su hija Uttara a Aryuna en matrimonio.
Este rehúsa aduciendo la diferencia de edades así como el hecho de considerar a Uttara como una hija en virtud de haber sido, como eunuco, su tutor en canto y danza.
Propone entonces que Uttara se case con su hijo más joven: Abhimanyu.
Esta boda tuvo lugar a su debido tiempo, el hijo póstumo de esa unión estaba destinado a ser el único heredero sobreviviente de todo el clan Kuru.

## Aryuna y Hánuman
Además de la guía y atención personal de Krisna, durante la gran batalla de Kurukshetra Aryuna tuvo el apoyo del antiquísimo antropoide Hánuman, sirviente del dios Rama (quien había vivido en la India varios miles de años antes).
Aryuna entró al campo de batalla portando el estandarte de Hánuman en su carro.
El incidente que desembocó en esto fue un encuentro anterior entre Hánuman y Aryuna: Hánuman se le apareció a Aryuna bajo la figura de un pequeño mono parlanchín en Rameshwaram, donde Sri Rama había construido un gran puente para cruzar a la isla Lanka para rescatar a su esposa Sītā.
Al escuchar el extrañamiento de Aryuna acerca del por qué Sri Rama había preferido la ayuda de los monos en vez de construir un puente de flechas, Hánuman (siempre bajo la forma del mico) le retó a construir un puente de flechas capaz de sostenerle a él solo.
Sin sospechar la verdadera identidad del mono, Aryuna aceptó el reto.
Comenzó a disparar miles de flechas, que Hánuman destruyó repetidamente.
Aryuna se deprimió tanto que llegó al grado de decidir suicidarse.
Entonces apareció el dios Vishnú (quien es el mismo dios Krisna) ante ambos, amonestando a Aryuna por su vanidad, y a Hánuman por hacer aparecer incompetente a un guerrero consumado.
Como un acto de penitencia, Hánuman accedió a ayudar a Aryuna, estabilizando y reforzando su carro durante la gran batalla que se avecinaba.

## El estallido de la guerra

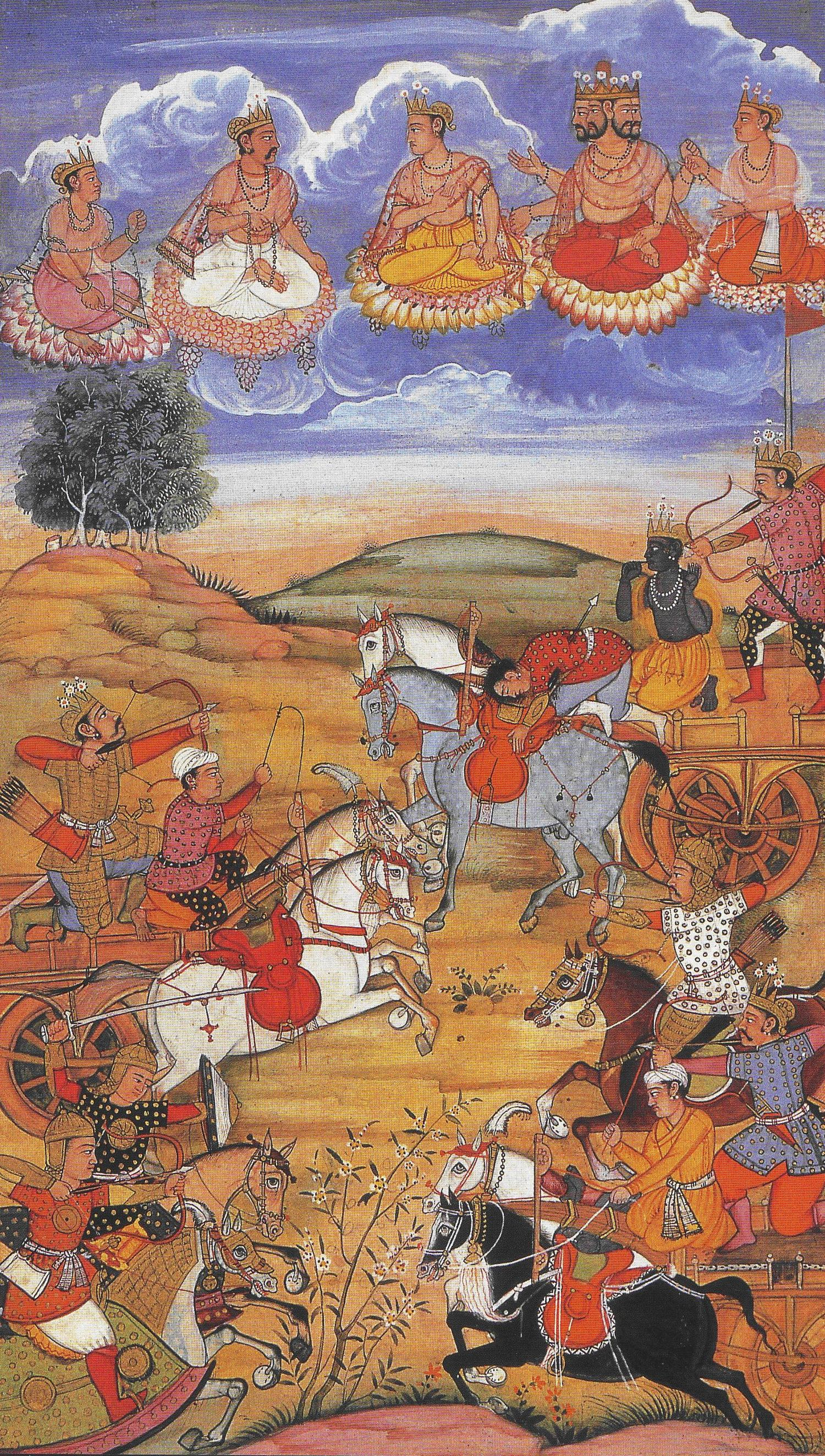
Batallas de Árjuna con los Kauravas.

Al finalizar el periodo de su exilio, los Pándavas buscan que los Kauravas les regresen su reino, como lo habían prometido.
Estos rehúsan cumplir lo pactado; estalla la guerra.

## El Bhagavad Guitá

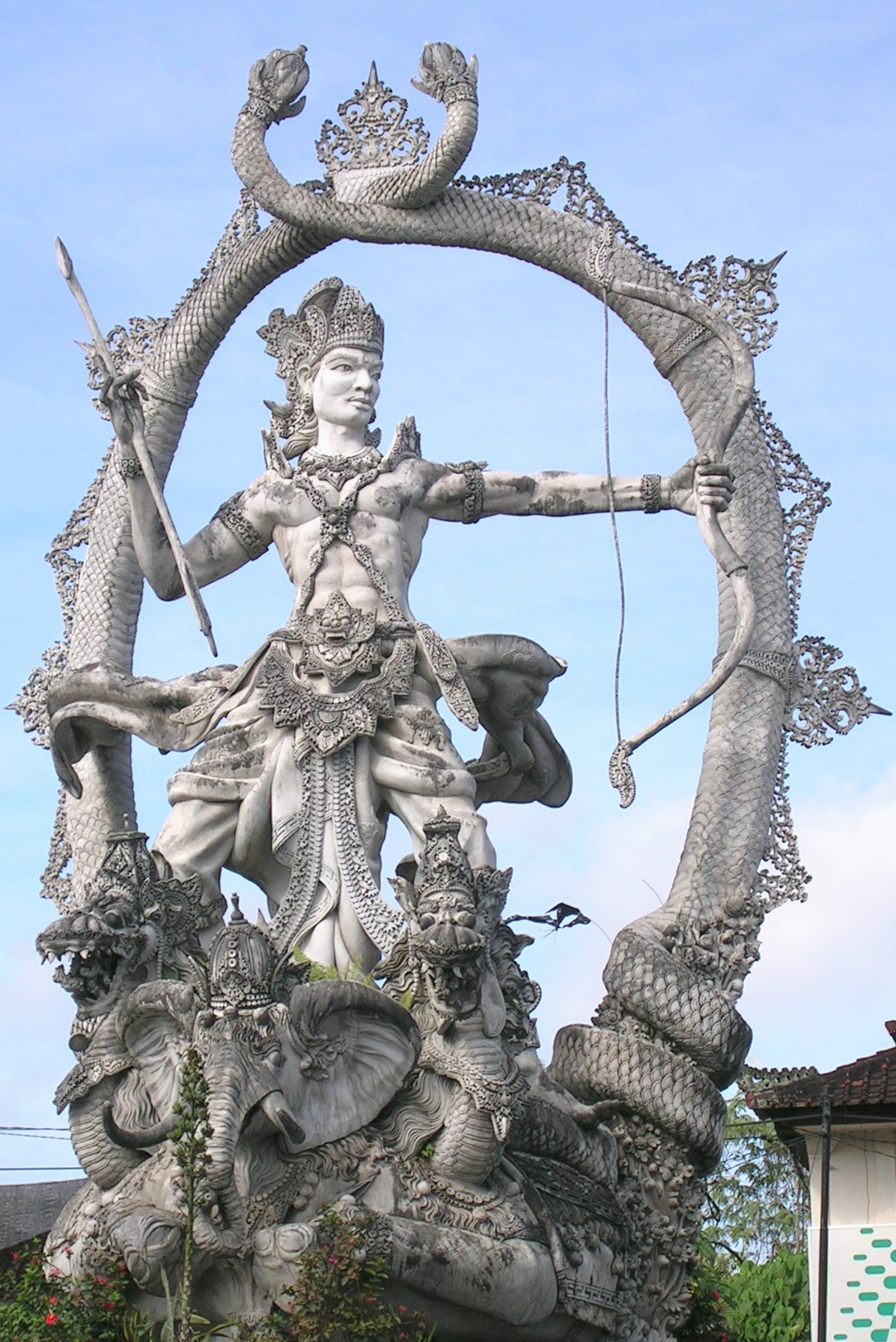
Estatua de Arjuna

Balarama, soberano de Dwaraka y medio hermano de Krisna, decide no tomar partido en la guerra, por estar los Yadavas emparentados tanto con los Kauravas como con los Pándavas.
Sin embargo, Krisna en su forma humana, decide estar cerca de Aryuna para protegerlo.
Krisna se convierte así en el auriga personal de Aryuna durante la batalla de 18 días y protege a este en numerosas ocasiones de todo daño y aún la muerte.
Debe ser mencionado que el término auriga o cochero, aplicado a Krisna, se interpreta como “aquel que guía”, o bien “el que muestra el camino”; además de proteger a Aryuna de todo infortunio, Krisna le muestra a Aryuna el camino correcto al revelarle el Bhagavad Guitá en las horas previas al comienzo de la batalla.
Esto sucede así: Al ver colocarse a ambos ejércitos en sus formaciones de batalla, el corazón de Aryuna se ensombrece.
Ve ante sí a su propio pueblo; los mayores de su clan, en cuyas rodillas alguna vez fue mecido cuando niño, a su propio gurú Dronacharia, quien le enseñó por vez primera a templar el arco, hace tantos años. Se pregunta si realmente valdrá la pena matar a sus allegados para el bien del reino. Aryuna siente flaquear a su espíritu en esta crucial coyuntura, justo antes de comenzar la pelea y se vuelve a Krisna solicitando su guía.
Es en este momento que el dios Krisna le revela el Bhagavad Guitá a Aryuna.
Va más allá del propósito de esta página el comentar la sabiduría contenida en uno de los más reverenciados libros sagrados hindúes, baste hacer notar que el dios insta a Aryuna a luchar por imponer lo correcto, sin consideración sufrimiento personal, el costo o la posible recompensa.
El cumplimiento del deber moral, le dice, tiene preferencia sobre cualquier otro propósito, ya sea espiritual o material, en esta vida.
El Bhagavad Guitá es la transcripción ideal de la conversación entre el dios Krisna y Aryuna.
La relación existente entre Aryuna y Krisna representa uno de los ideales de la humanidad: el hombre guiado directamente por Dios.
El Bhagavad Guitá muestra al dios confortando y guiando a un mortal que se enfrenta a una terrible crisis moral, y es uno de los más importantes libros del hinduismo.

## La batalla de Kurukshetra
Así, fortalecido en su convicción de la rectitud del curso de acción escogido, Aryuna empuña las armas para desarrollar el papel determinante en la victoria de los Pándavas.

## La muerte de Karna
Durante la batalla, Aryuna da muerte a su medio hermano Karna, otro formidable guerrero que peleaba en el bando de los Kauravas y en contra los Pándavas.
Este acto fratricida es cometido en la ignorancia de Aryuna de la existencia del parentesco.
Karna y Aryuna desarrollan una terrible rivalidad cuando Karna busca venganza sobre el maestro de Aryuna y la familia real por haberlo humillado.
Aryuna es provocado todavía más cuando Karna insulta a la esposa común de los Pándavas, Draupadi, y cuando participa indirectamente en el asesinato de Abhimanyu (el hijo de Aryuna); durante la batalla.
Esta terrible rivalidad personal llega a su clímax en una batalla de proporciones atemorizantes.
Durante un largo tiempo, poderosas armas son lanzadas por ambos guerreros a un ritmo increíble.
El valor y destreza de ambos provoca que el resto de los combatientes se maravillen.
Karna, a sabiendas de que su apoyo al mal será su propia condena, monta, a pesar de todo, su mejor ataque y utiliza todo su poder, fuerza y conocimiento en lanzar dos golpes; el primero destinado a deslumbrar a su enemigo y el segundo con la intención de aniquilarlo.
Pero el dios Krisna salva a su devoto amigo Aryuna en ese momento crucial, y aunque pudiera decirse que en es momento Karna sobrepasó en habilidad a Aryuna, sus pecados también cobran tributo.
Krisna conmina a Aryuna a dar muerte a Karna mientras este trata de levantar su carro; recordándole la aparente falta de piedad y respeto a las reglas de la guerra mostrados por él al dar muerte a Abhimanyu, hijo de Aryuna, de manera tan brutal como terrible.
Así, Aryuna mata a Karna.
Finalmente, no es la habilidad de Aryuna, sino los pecados de Karna, lo que le condena, señalando así dentro del Majábharata cómo las acciones de un individuo sirven para marcar su destino, así como la necesidad de vivir una vida virtuosa.

## El asesinato de Yaiadratha
En otra batalla memorable, Aryuna aniquila por completo un akshauhini, o 109 350) de soldados Kauravas en un día; para vengar el terrible asesinato de su hijo Abhimanyu, quien fuera muerto por la totalidad de los más fuertes guerreros del ejército Kaurava, atacándole simultáneamente cuando Abhimanyu se encontraba exhausto y privado de armamento, atrapado en una formación de la que era imposible escapar para cualquiera, excepto Drona, el general de los Kuru, Aryuna, Krisna y el hijo de este, Pradiumna.
Habiendo pedido morir si fallaba en matar al rey Sindhu, Yaiadratha, a quien señalaba como principal responsable antes de finalizar el día, Aryuna en el proceso da muerte a un akshauhini entero.
Al alcanzar el clímax, con el sol a punto de ponerse y con miles de guerreros todavía separando a Aryuna de Yaiadratha, el dios Krisna, su cochero, atendiendo a la plegaria de su amigo, eleva su chakra Sudarshana para cubrir al sol, simulando el ocaso.
Los guerreros Kaurava se regocijan ante la derrota e inminente muerte de Aryuna, y durante un instante Yaiadratha se ve expuesto, Krisna apresura a Aryuna y este dispara una poderosa flecha que decapita a Yaiadratha.
La mención de este acto de protección de Krisna a su virtuoso amigo y discípulo, estaría incompleta sin mencionar que el padre de Yaiadratha, el viejo y ruin rey Vridhakshtra había vaticinado a su hijo que cualquiera que causara que su cabeza tocara el suelo, moriría al estallar su propia cabeza.
La cabeza de Yaiadratha es llevada por la flecha hasta las propias manos de su padre, que se encontraba meditando cerca del campo de batalla.
Este, sobresaltado, deja caer la cabeza y muere víctima de su propia maldición.

## Después de la batalla
Al finalizar la batalla, los Pándavas se hacen cargo de Hastinapura, el reino indiviso de sus ancestros.
Su gran victoria, el apoyo ganado para su causa y la derrota de los muchos reyes que apoyaban a las Karauvas; todo esto reunido, les hace sentir que es el momento de correr un último riesgo: la realización del aśvamedha yajña (‘sacrificio de caballo’), con posterioridad al cual el título de chakravarti (emperador) puede reclamarse.
El sacrificio requiere que, tras algunos rituales preliminares, un caballo sea liberado a vagabundear a voluntad.
Los reyes sobre cuyos reinos transite el caballo, tienen dos opciones: pueden aceptar al dueño del caballo (en este caso, Iudisht
ira, el mayor de los Pándavas) como su propio amo y señor y ofrecerle sumisión; o bien resistirse y entrar en guerra.
Aryuna lidera el ejército que sigue al caballo en sus vagabundeos, teniendo ocasión de recibir el sometimiento de muchos reyes, con o sin confrontación armada.
Se convierte así en instrumento de la expansión de los dominios Pándavas.
A su debido tiempo los hermanos Pándava deciden, ya en edad avanzada, renunciar al mundo.
Ellos encomiendan su reino a Parīkshit, hijo de Abhimanyu y nieto de Aryuna.
Los Pándavas ―incluyendo a Aryuna― se retiran a los montes Himalaya, donde finalmente abandonan el mundo.

## Otros nombres de Aryuna
- Partha (hijo de Prithā, otro nombre de la reina Kuntī).
- Yisnú (el incontenible).
- Kiriti (diadema brillante, nombre otorgado por Indra).
- Shueta Vajana (el de las monturas brillantes).
- Bhībhatsu (el justiciero).
- Viyaia (el victorioso).
- Palguna (el nacido bajo la constelación “Uttara Phalguna”).
- Savia Sachi (el [arquero] ambidiestro).
- Dananyaia (ganador de dinero).
- Gandivi (el dueño del arco Gandīva).
- Krisna (el oscuro) sobrenombre que le daba Pandú debido a su admiración hacia su sobrino, el dios Krisna, de la misma edad que Aryuna).
- Kapi Duash (con el estandarte del mono, divisa de Jánuman).
- Gudakesha (conquistador del sueño, dado en su niñez al practicar el tiro con arco en la oscuridad de la noche).
- Nara - Arjam: En el Majabhárata a veces a Krisna y Aryuna se les llama Nara-Naraian y son considerados encarnaciones parciales, de acuerdo con el Bhagavata-purana. siendo Krisna el purusha parabrahman.

## Reencarnaciones de Aryuna

### El cazador Kannappa
De acuerdo al libro del Swami Sivananda, Los sesenta y tres santos del Nayanar (pág. 44), algunas tradiciones saivitas creen que Kannappa fue la reencarnación de Aryuna.
De acuerdo a la leyenda puránica, cuando Aryuna quería obtener el astra Paśupata del dios Shivá, se puso a meditar en el Señor, pero cuando Śivá se le apareció bajo el aspecto de un cazador, Aryuna no pudo reconocerlo.
Así, de acuerdo a esta tradición, Aryuna debía volver a nacer como un cazador y venerar al dios antes de obtener la liberación final.

### El bengalí Ramananda Roy
Los seguidores del santo bengalí Chaitania (1486-1534) creían que este era un avatar de Krisna (unido a su consorte Rādhā).
Como ―según el hinduismo― Krisna siempre desciende con sus asociados cercanos, los exégetas debían reconocer la “personalidad original” de cada allegado del santo.
Según el Chaitania-charita-amrita (el néctar del carácter de Chaitania) de Krisna Dasa Kavirash Goswami (1496-1588), el ministro Ramananda Raya tenía una característica que le convertía indudablemente en Aryuna: como profesor de danza, podía bañar y tocar a sus alumnas adolescentes «incluso sus genitales, sin experimentar cambios físicos».
En todas las escrituras védicas, solo Aryuna había sido capaz (durante su exilio trasvestido como maestra de danza) de realizar la misma proeza.